# Алімов Давлят Алімович
Давлят Алімович Алімов (1908, кишлак Гази-Гіджан, тепер Ферганської області, Узбекистан — ?) — радянський узбецький державний діяч, доцент кафедри гістології Самаркандського медичного інституту імені Павлова. Депутат Верховної ради СРСР 3-го скликання. Кандидат біологічних наук.

## Життєпис
Народився в родині дехканина-бідняка. У восьмирічному віці втратив батька, змушений був наймитував у заможних баїв. З 1922 року, після смерті матері, Давлят Алімов виховувався в Кокандському дитячому будинку, навчався в школі.
Після закінчення Ферганського педагогічного технікуму працював вчителем опорної школи Беш-Арицького району Ферганського округу.
З 1929 року — студент біологічного факультету Узбецької педагогічної академії в Самарканді. Після закінчення академії навчався в аспірантурі при кафедрі гістології Самаркандського медичного інституту, захистив кандидатську дисертацію.
З 1943 року — доцент кафедри гістології Самаркандського медичного інституту імені Павлова.
У 1949 році обраний народним засідателем Самаркандського обласного суду.
Подальша доля невідома.